# سقوط سریع ۲۰۱۰

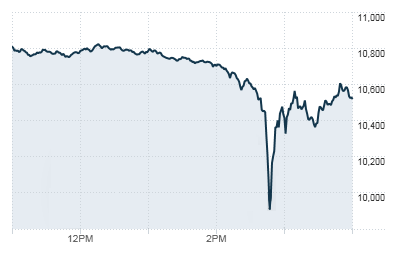
شاخص داوجونز در ۶ مه ۲۰۱۰ (محدوده زمانی ساعت ۱۱ تا ۱۶ ظهر)

سقوط سریع ۲۰۱۰ (انگلیسی: 2010 flash crash)در ۶ مه ۲۰۱۰ اتفاق افتاد، و همچنین به عنوان سقوط ۲:۴۵ یا همان سقوط سریع شناخته می‌شود که سقوط بازار سهام تریلیون دلاری ایالات متحده بود که از ساعت ۲:۳۲ بعد از ظهر منطقه زمانی شرقی شروع شد و تقریباً ۳۶ دقیقه طول کشید.: 1 